# Островський район (Псковська область)
О́стровський район (рос. Островский район) — муніципальне утворення у складі Псковської області, Російська Федерація.
Адміністративний центр — місто Остров. Район включає 7 муніципальних утворень.
Саме на території Островського району, на межі з Порховським районом, поблизу с. Владимирець Воронцовської волості, на Судомській височині, розташована висока Володчина гора (близько 40м), котру огинає річка Лиственка. На цій горі знаходиться городище давньоруського міста Володимирець, одного з форпостів Псковської вічової республіки.
Назву гори пов'язують з великим князем Київським Володимиром Святославичем, хрестителем Русі. Згідно з традицією, саме тут, у вотчині своєї баби, великої княгині Ольги, він, нібито, провів дитинство. У 1462 році псковичі звели на городищі нову фортецю Володимирець. Місто занепало після зруйнування фортеці військами Стефана Баторія у 1580 році. Нині у с. Владимирець проживає лише 10 чол. (2000).
Археологічні дослідження підтверджують існування тут поселення як мінімум з XIII ст. Рештки стародавньої Володимирецької фортеці були обстежені наприкінці 1950-х років археологом П. О. Раппопортом.